# キュルスハイム
キュルスハイム (ドイツ語: Külsheim, ドイツ語発音: [ˈkʏlsha‿im] ( 音声ファイル)) はドイツ連邦共和国バーデン＝ヴュルテンベルク州マイン＝タウバー郡に属す市。タウバーフランケン地方の一角をなす。この街は2006年までドイツ連邦軍とその兵舎の所在地であった。市内に比較的多くの泉があることから「ブルンネンシュタット」（泉の街）の別名を持つ。市の中心部にある3段の水盤を有する噴水は市の紋章にもなっている。

## 地理

### 市の構成
かつては独立した自治体であったアイアースハイム、フントハイム、シュタインバッハ、シュタインフルト、ウイシヒハイムがキュルスハイム市に含まれる。

### 地質学
市域は、オーデンヴァルトのブンテル砂岩帯とバウラント及びタウバーラントのムシェルカルク帯の境界地域に位置している。市内最高地点は海抜456mである。

## 歴史

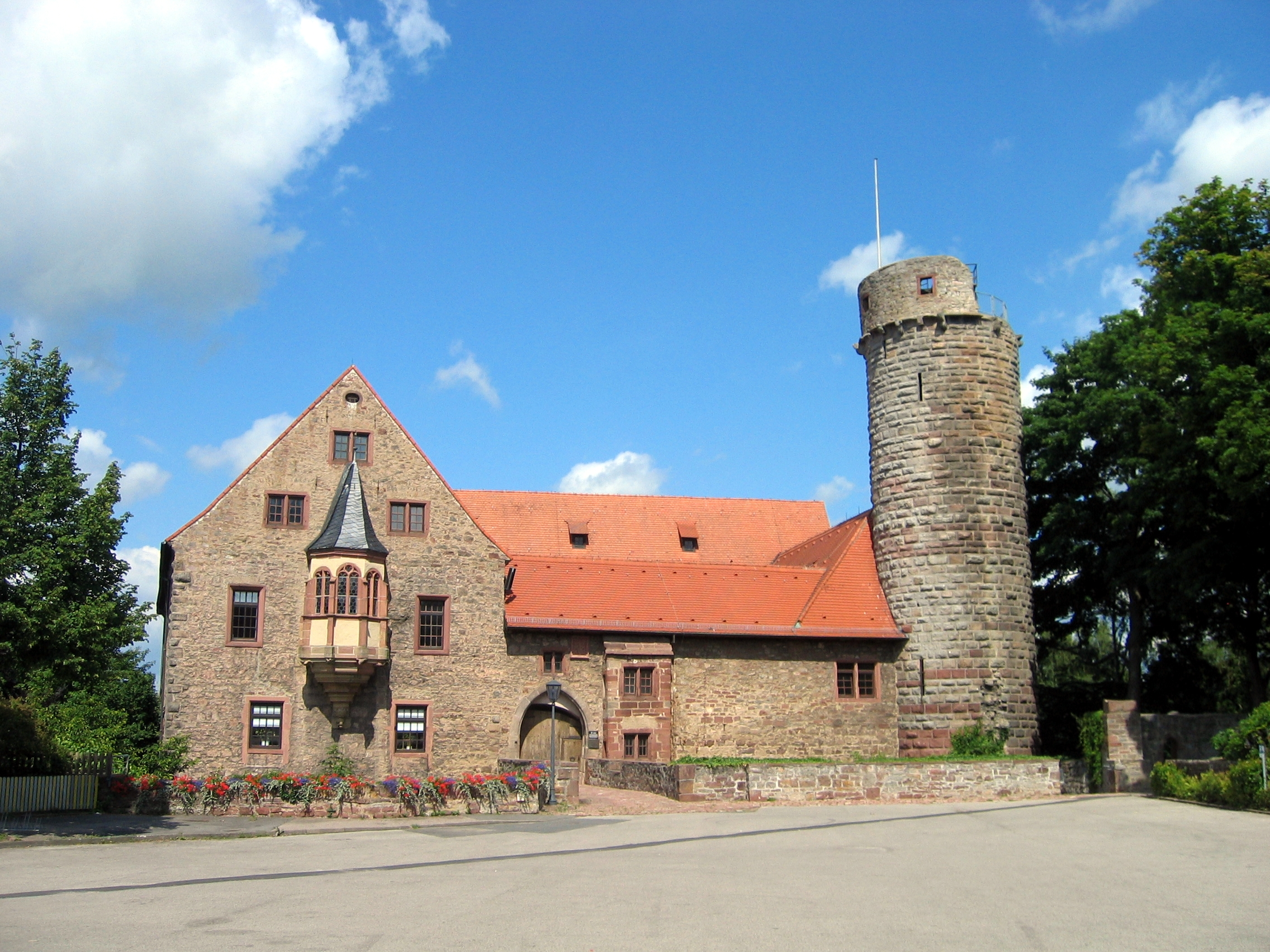
キュルスハイム城

キュルスハイムは1144年に「Cullesheim」という名前で初めて記録されている。この村は1255年にマインツ選帝侯領となった。1292年にアドルフ・フォン・ナッサウがキュルスハイムに都市権を授けた。1346年にこの街は九都市同盟（アモールバッハ、アシャッフェンブルク、ブーヒェン、ディーブルク、キュルスハイム、ミルテンベルク、ゼーリゲンシュタット、タウバービショフスハイム、ヴァルデュルン）に加盟した。領主の交替 — 一時はヴェルトハイム伯領に属したこともある — の後、キュルスハイムは1480年に宮中伯を経由してマインツ選帝侯領となった。ドイツ農民戦争時には、ゲッツ・フォン・ベルリヒンゲンが農民指導者とともにこの街を支配した。帝国代表者会議主要決議に基づく世俗化にために1803年にこの村は新たに創設されたライニンゲン侯領となり、最終的には1806年にバーデン大公領に編入された。
国家社会主義の時代、1939年9月2日にユダヤ人がサバトの集合場所に利用している旧市役所前の泉で、いわゆる「泉の洗礼」が行われた。キュルスハイムに残っていたユダヤ人たちは無理矢理市役所の泉に浸けられたのであった。ヴァーグナー＝ビュルッケル・アクティオンに従って1940年10月22日には13人のユダヤ人がこの街から Gurs強制収容所に送られた。1945年の受難週に指揮権を持つ将軍や十字勲章保有者を含む全参謀本部はキュルスハイムに拠点を置いた。ヴェルトハイム飛行場の役割の一つはマンハイム通信局の一部をこの街に移転することであった。しかし3月29日からその翌日にかけてこの司令部はこの街から撤収した。20時頃に最後のドイツ兵がキュルスハイムから去った。同じ夜の2時頃、アメリカ軍の戦車がブロンバッヒャー通りからこの街に侵攻してきた。2人の市民、ローレンツ・ゲーベルとマックス・クナップが白旗を持ってこれを迎え入れたことで、この街は砲撃を免れた。聖土曜日にウイシヒハイム方面へ向かう米軍の隊列にドイツの飛行機が小規模な射撃を行ったが、何の成果も得られなかった。復活祭の日曜日の夜とその翌日の午後にもキュルスハイムにドイツ軍の飛行機が攻撃を行ったが、米軍の戦闘機によって追い払われた。
2006年9月に最後の駐屯部隊が廃止され、プリンツ・オイゲン兵舎が閉鎖されたことによりキュルスハイムの軍事都市としての歴史に終止符が打たれた。

### 宗教

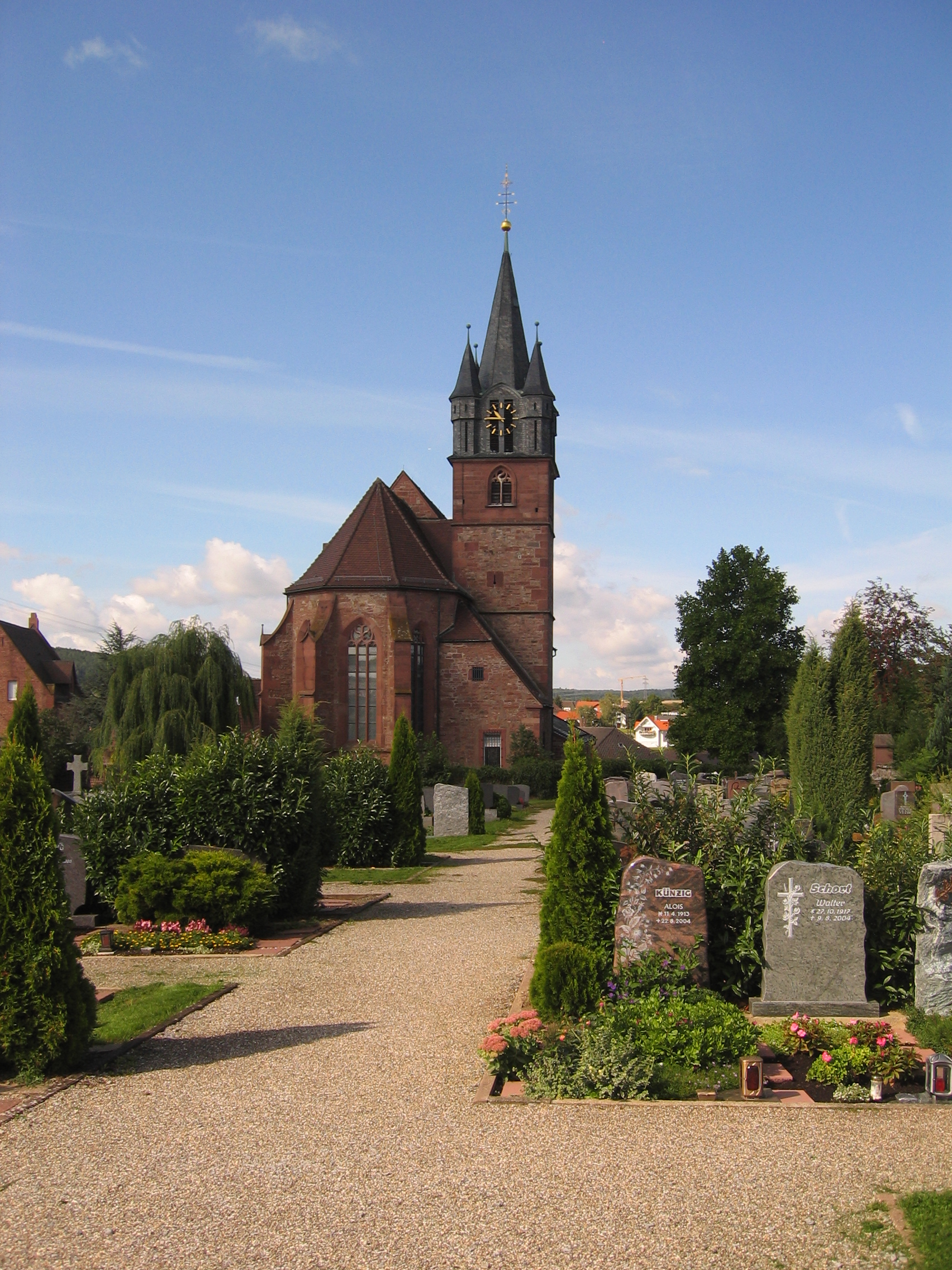
聖マルティン教会

宗教改革はキュルスハイムをほとんど素通りした。このため、この街では現在もローマ＝カトリックが優勢である。この街には全部で5つのカトリック教会があるが、現在ではプロテスタントの教会組織も1つある。

### 市町村合併
- 1971年7月1日: フントハイム
- 1971年9月1日: アイアースハイム
- 1972年12月1日: ウイシヒハイム
- 1975年1月1日: シュタインバッハ、シュタインフルト

### 市区

#### アイアースハイム
アイアースハイムは1233年に初めて記録された。

#### フントハイム
フントハイムは1214年に初めて記録された。三十年戦争の時代、マイン出兵に際して1866年7月23日にプロイセンとオーストリアの戦闘が行われた。

#### シュタインバッハ
先述のフントハイムと同じく、シュタインバッハは1214年に初めて記録された。

#### シュタインフルト
シュタインフルトは1245年に初めて記録された。初めはハルトハイムに属したが、1882年に独立した。

#### ウイシヒハイム
ウイシヒハイムは1165年に初めて記録された。中核市区に次いで古い市区である。

## 行政

### 市長
第二次世界大戦後の市長を列記する。
- 1945年 - 1946年: ヨハン・クルバータンツ
- 1946年 - 1948年: カール・ゾイバート
- 1948年 - 1956年: アロイス・シュミット
- 1956年 - 1957年: アドルフ・ホイスライン
- 1957年 - 1979年: エルハルト・ユングハンス
- 1979年 - 2011年: ギュンター・クーン
- 2011年 - : トーマス・シュレーグルマン

### 市議会
キュルスハイムの市議会は23議席からなる。

### 紋章と旗
図柄: 青地に、二重基壇の上に金色の三段水盤の噴水。上段から噴き出し分岐した銀の水の流れは、中段へ2条、下段へ4条の流れとなって落ちる。市の旗は緑 - 白である。
1299年から用いられた市章には、おそらく教会の守護聖人聖マルティンであると思われる司教像が描かれている。14世紀中頃からは当時の領主の紋章であるマインツの輪が描かれていた。1803年から1806年にはライニンゲンの鷲と3つの「K」がデザインされた。噴水の市章は1836年頃から用いられるようになった。

### 姉妹都市
- モレ・スー・ロワン（フランス、セーヌ＝エ＝マルヌ県）1972年
- ペーチヴァーラド（ハンガリー）1992年

この他に、ドイツ海軍のU-ボート U18の支援都市となっている。

## 経済と社会資本

### 教育
基礎過程・本課程学校に職業実科学校を備えたパター・アロイス・グリム・シューレがある。フントハイム区とウイシヒハイム区にはそれぞれ基礎課程学校がある。

## 文化と見所

### 記念碑
学校の名前、通りの名前、市教会とファイアーヴェール通りに老人ホームの2つの記念碑は、カトリック司祭でナチスに抵抗して1944年に殺害されたアロイス・グリムを顕彰するものである。

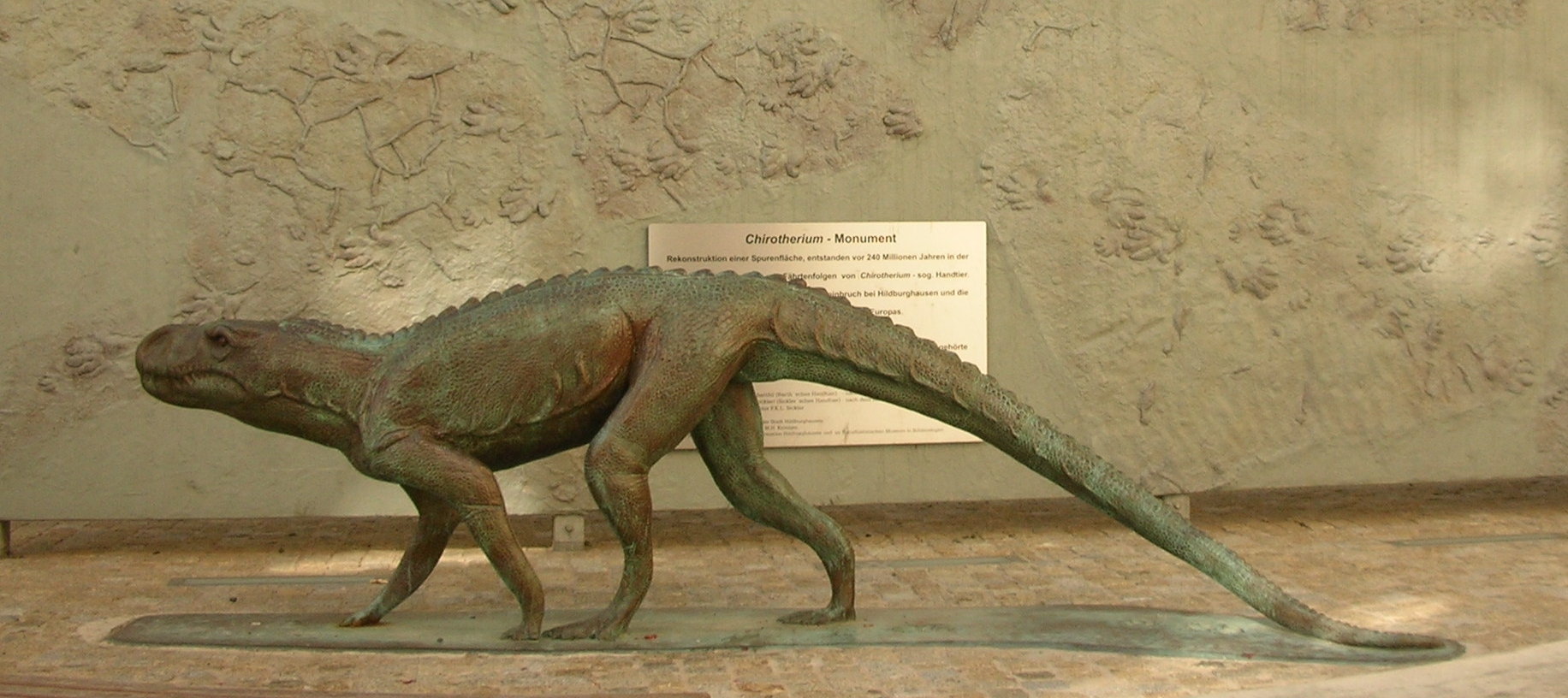
キロテリウムのトラックメーカー復元標本

### 自然文化財
キュルスハイム近郊のブンテル砂岩のブロック上に足跡化石のキロテリウムが遺されている。ブロンバッハ通り沿いに遺された足跡の岩は、この恐竜がここを横切ったことを示している。全長5.5kmの「恐竜遊歩道」と名付けられた地学・自然学習路はこの付近を通っている。

## 引用
1. ↑  Statistisches Landesamt Baden-Württemberg – Bevölkerung nach Nationalität und Geschlecht am 31. Dezember 2023 (CSV-Datei)
2. ↑  Max Mangold, ed (2005). Duden, Aussprachewörterbuch (6 ed.). Dudenverl. p. 490. ISBN 978-3-411-04066-7
3. ↑  Das Land Baden-Württemberg. Amtliche Beschreibung nach Kreisen und Gemeinden. Band IV: Regierungsbezirk Stuttgart, Regionalverbände Franken und Ostwürttemberg. Kohlhammer, Stuttgart 1980, ISBN 3-17-005708-1. S. 324–328
4. ↑  ユダヤ人市民の軌跡. フレンキシェ・ナハリヒテン 2002年7月20日付け
5. ↑  記念碑プロジェクト
6. ↑  米軍入城時の小規模な射撃. フレンキシェ・ナハリヒテン 2005年4月2日付け
7. ↑  紋章と旗の項の出典:
Heinz Bardua: Die Kreis- und Gemeindewappen im Regierungsbezirk Stuttgart. Theiss, Stuttgart 1987, ISBN 3-8062-0801-8 (Kreis- und Gemeindewappen in Baden-Württemberg, 1). S. 89
8. ↑  Gedenkstätten für die Opfer des Nationalsozialismus. Eine Dokumentation, Bd.I, Bonn 1995, S. 53, ISBN 3-89331-208-0